# Age of History III
Az Age of History III (korábban Age of Civilizations 3) egy valós idejű nagy stratégiai videojáték, amelyet a lengyel független fejlesztő, Łukasz Jakowski alkotott meg. A játék 2024. október 23-án debütált Windows, macOS és Android platformokon, és a Steam, valamint a Google Play áruházakon keresztül érhető el digitális letöltés formájában. Az előző részek hagyományos, körökre osztott mechanikájával szemben az Age of History III valós idejű stratégiai elemeket vezetett be. A játék központi célja, hogy a játékos egy választott civilizáció élén meghódítsa a világot, miközben egyensúlyt teremt a gazdasági fejlesztések, a diplomáciai kapcsolatok és a katonai hadműveletek között, egy olyan rendszerben, amely a stratégiai gondolkodást és a gyors reagálást egyaránt jutalmazza.
A játékban a technológiai fa részletesen kidolgozott, amely lehetővé teszi a civilizációk fokozatos fejlődését az őskortól a modern korig és azon túl. Ehhez kapcsolódik a vallások rendszere, amely nemcsak a diplomáciai kapcsolatokra van hatással, hanem a birodalom belső stabilitására és kulturális fejlődésére is. A játékosok több mint 90 egyedi épület és 48 különböző erőforrás segítségével mélyíthetik el stratégiájukat, legyen szó infrastruktúra kiépítéséről vagy hadsereg fenntartásáról. A megújult harcrendszer 63 különféle egységtípust kínál, amelyek változatos taktikai lehetőségeket nyújtanak a csatatéren. A játékban lehetőség van törvények és reformok bevezetésére is, valamint tanácsadók és tábornokok alkalmazására, akik egyedi bónuszokkal rendelkeznek. Az Age of History III kedvező fogadtatásban részesült, különösen a stratégiai mélysége, a részletes kidolgozottsága és a közösségi tartalomalkotást támogató Steam Workshop integráció miatt, amely lehetőséget ad egyedi térképek, forgatókönyvek és modok létrehozására.

## Játékmenet
Az Age of History III egy valós idejű nagy stratégiai játék, amelyben a játékos egy civilizáció vezetőjeként veszi kezébe egy birodalom irányítását, hogy terjeszkedjen, háborúkat vívjon, diplomáciai kapcsolatokat építsen, és jól működő gazdaságot teremtsen. A sorozat korábbi részeivel ellentétben, ahol a körökre osztott mechanika lassabb, megfontoltabb játékmenetet kínált, itt a valós idejű rendszer folyamatos figyelmet és gyors döntéshozatalt igényel. A játék alapja egy részletes világtérkép, amelyen számtalan civilizáció és terület helyezkedik el, lehetőséget adva a játékosnak arra, hogy katonai erővel hódítson, diplomáciai szövetségeket kössön, békét teremtsen, vagy akár lázadásokat szítson rivális országokban, destabilizálva ellenfeleit.
A gazdasági rendszer jelentős bővítésen esett át, számos erőforrással – például arannyal, fával, vassal és élelemmel –, amelyeket a játékos bányászhat, termelhet vagy kereskedelmi úton szerezhet be. Ezek az erőforrások a birodalom fejlesztésére, a hadsereg fenntartására vagy a technológiai kutatások finanszírozására fordíthatók, így a gazdasági döntések kulcsfontosságúvá válnak a hosszú távú siker szempontjából. A harcrendszer szintén alapos átalakításon ment keresztül, és mostantól több mint 60 különböző katonai egység áll rendelkezésre, amelyek sikerét nemcsak a számuk, hanem a taktikai elhelyezésük, az ellátási vonalak fenntartása és a moráljuk is meghatározza. A hadsereg élén álló tábornokok egyedi képességekkel és bónuszokkal rendelkeznek.
A játék egy átfogó technológiai fát kínál, amely a birodalom lépésről lépésre történő fejlődését biztosítja, lehetővé téve új épületek, egységek és infrastrukturális fejlesztések feloldását. A vallások rendszere további mélységet ad, hiszen befolyásolják a diplomáciai tárgyalásokat, a nép elégedettségét és a kulturális identitást. A játékosok törvényeket és reformokat vezethetnek be, amelyek meghatározzák az állam politikai és gazdasági irányvonalát, például az adózási politikát vagy a hadkötelezettséget. Az Age of History III emellett pályaszerkesztőt és modtámogatást is biztosít, lehetővé téve a játékosok számára, hogy saját történelmi forgatókönyveket, térképeket vagy akár teljesen egyedi világokat alkossanak.

### Csaták menete
Az Age of History III-ban a csaták valós idejű stratégiai mechanikára épülnek, markáns eltérést mutatva a sorozat korábbi, körökre osztott rendszereitől. A harcok a térkép tartományaiban zajlanak, ahol a játékosok által irányított hadseregek ütköznek meg az ellenfelekkel, legyen szó rivális civilizációkról vagy lázadó erőkről. A hadsereg két fő vonalra oszlik: az első vonalban a közelharci, ellenálló egységek – például a gyalogság vagy a lovasság – állnak, amelyek közvetlenül felveszik a harcot az ellenséggel, míg a második vonalban a támogató vagy távolsági egységek – mint az íjászok, ostromgépek vagy tüzérség – helyezkednek el, hogy hátulról nyújtsanak támogatást. A játékban összesen 63 egyedi egységtípus érhető el, amelyek a civilizáció technológiai szintjétől és kulturális hagyományaitól függően eltérő képességekkel bírnak. A csata megkezdése előtt a játékos manuálisan állíthatja be az egységek elhelyezését, ám a valós idejű összecsapások során a finomhangolás lehetőségei korlátozottak, így a kezdeti stratégia kulcsfontosságú.
A csaták kimenetelét számos tényező befolyásolja, ami összetettebb és realisztikusabb játékmenetet eredményez. A veszteségek mértéke az egységek erejétől, létszámától és a moráljukat meghatározó körülményektől – például az ellátmány mennyiségétől vagy a tábornokok bónuszaitól – függ. Az első vonal egységei a harc frontvonalát alkotják, és ha ezek megsemmisülnek vagy moráljuk megtörik, a hátsó vonal védtelenül marad, ami gyors vereséghez vezethet. A támogató egységek hatékonysága attól függ, hogy az első vonal elég ideig kitart-e ahhoz, hogy azok kifejthessék hatásukat, például az ostromgépek által végrehajtott pusztító csapásokkal. A terep és az időjárási viszonyok szintén jelentős szerepet játszanak: hegyvidéki területeken a védők előnyben vannak a természetes akadályok miatt, erdőkben a lesvetések hatékonyabbak, míg az ostromok során a várak és erődítmények külön stratégiai kihívást jelentenek, hiszen ostromfelszerelés nélkül nehéz áttörni a védelmet.
A csata végét az egyik fél moráljának teljes összeomlása vagy a hadsereg megsemmisülése jelzi. Ha egy sereg morálja nullára zuhan, az egységek automatikusan megpróbálnak visszavonulni egy szomszédos baráti tartományba, feltéve, hogy az út szabad. A játékosok a csaták előtt diplomáciai eszközökkel is befolyásolhatják az erőviszonyokat, például szövetséges csapatokat kérve, amelyek megerősíthetik a hátsó vonalat vagy elterelhetik az ellenség figyelmét. A valós idejű mechanika gyors és megfontolt döntéseket követel, hiszen a játékosnak folyamatosan figyelnie kell az erőforrásokat – mint a munkaerő vagy az arany –, valamint a hadsereg állapotát, hogy elkerülje a túlzott kimerülést. A testreszabhatóság a csatákra is kiterjed: a beépített szerkesztővel egyedi egységek, harctéri forgatókönyvek vagy akár teljesen új csatamechanikák készíthetők, amelyek a Steam Workshopon keresztül megoszthatók a közösséggel.

## Kormányzati formák (kormányzati, vagy politikai rendszer)
Az Age of History III változatos rendszert kínál a kormányzati formák terén, amelyek alapvetően meghatározzák a birodalom működését, gazdasági fejlődését, katonai hatékonyságát és diplomáciai lehetőségeit. Minden politikai rendszer egyedi előnyökkel és hátrányokkal jár, amelyek a birodalom stabilitására, az adóbevételekre, a hadsereg erejére és a nemzetközi kapcsolatokra is kihatnak.

### Főbb kormányzati formák
- Abszolút monarchia – Ebben a rendszerben a hatalom egyetlen uralkodó kezében összpontosul, aki korlátlan döntési szabadsággal bír. Ez erős és gyorsan mozgósítható hadsereget, valamint stabil belső rendet biztosít, ám a nép elégedetlensége idővel lázadásokhoz vezethet, ha az uralkodó nem figyel a társadalmi igényekre.
- Alkotmányos monarchia – Az uralkodó hatalmát egy törvényhozó testület korlátozza, így egy kiegyensúlyozott rendszer jön létre, amely támogatja a diplomáciai kapcsolatok bővítését és a gazdasági prosperitást, miközben megőrzi a monarchikus hagyományok kulturális erejét.
- Köztársaság – A vezetőt választások útján jelölik ki, és hatalma szigorúan a törvényekhez kötött. Ez a forma stabil gazdasági alapokat és erős diplomáciai pozíciókat kínál, de a politikai változások és a belső viták kiszámíthatatlan helyzeteket teremthetnek.
- Demokrácia – A legnagyobb politikai szabadságot nyújtja, lehetővé téve a polgárok aktív részvételét az állam irányításában. Erős gazdaságot és magas belső nyugalmat biztosít, ám a döntéshozatal lassúsága és a katonai vezetés hatékonyságának csökkenése kihívást jelenthet háborús időkben.
- Kommunizmus – Az állam központosított irányítása alá vonja a gazdasági és politikai döntéseket, ami magas termelékenységet és erőforrás-elosztást eredményez. Ugyanakkor a belső elégedetlenség és a diplomáciai elszigeteltség hosszú távon alááshatja a birodalom stabilitását.
- Fasiszta állam – Egy karizmatikus vezető vagy párt diktatórikus uralma alatt álló rendszer, amely a katonai erőre és a nacionalizmusra épít. Kiemelkedő hadsereget és gyors mozgósítást kínál, de a gazdasági fejlődés stagnálása és a diplomáciai elszigeteltség jelentős hátrányokkal jár.
- Törzsi társadalom – Kisebb, decentralizált közösségek laza szövetsége, amely rugalmasságot és alkalmazkodóképességet biztosít, különösen nomád népek vagy fejletlenebb civilizációk számára. Azonban a központi irányítás hiánya korlátozza a nagy léptékű fejlesztéseket.
- Teokrácia – Vallási vezetők kezében összpontosul a hatalom, ahol a hit és a vallási törvények irányítják a politikát és a gazdaságot. Ez erős belső kohéziót és morális rendet teremt, de a diplomáciai rugalmasság és a technológiai haladás gyakran elmarad a világi rendszerek mögött.

A játékban a kormányzati formák dinamikusan alakíthatók törvényekkel és reformokkal, amelyek lehetővé teszik a birodalom politikai evolúcióját, ám a radikális változtatások forradalmakat vagy lázadásokat válthatnak ki, ha a nép nem támogatja az új rendszert. A választott forma nem csupán a játékmenet stílusát befolyásolja, hanem a birodalom hosszú távú túlélését és sikereit is meghatározza, így a politikai stratégia ugyanolyan fontos, mint a katonai vagy gazdasági döntések.

## Térképek és forgatókönyvek
Az Age of History III egyik fontos vonása a térképek és forgatókönyvek sokszínűsége, amely lehetővé teszi a játékosok számára, hogy különböző történelmi korszakokat éljenek át, vagy alternatív történelmi forgatókönyveket alakítsanak ki. A játék alapja egy részletes világtérkép, amely több ezer tartományból áll, és aprólékosan kidolgozott határokkal, földrajzi jellemzőkkel rendelkezik, így a birodalomépítés minden lépése alapos stratégiai tervezést igényel. A térkép teljes mértékben szerkeszthető, ami azt jelenti, hogy a játékosok szabadon átformálhatják a világot saját elképzeléseik szerint, új nemzeteket, régiókat vagy akár teljesen kitalált kontinenseket hozva létre.
A játékban a klasszikus történelmi korszakokat feldolgozó szcenáriók – mint az ókor nagy birodalmai, a középkor feudális világa, a reneszánsz felfedezései, a világháborúk kaotikus küzdelmei vagy a hidegháború feszült diplomáciája – mellett olyan variációk is elérhetők, ahol a Római Birodalom fennmarad, vagy a világháborúk más kimenetellel zárulnak. A játékosok saját forgatókönyveket is készíthetnek, szabadon változtatva a politikai határokat, a nemzetek erejét, a kormányzati rendszereket vagy a globális hatalmi egyensúlyt.
A térképek mérete és részletessége rugalmasságot biztosít: a játék fókuszálhat egy kisebb régióra – például egy kontinensre, országra vagy akár egyetlen tartományra –, de akár az egész világot átfogó, globális léptékű hadjáratokat is lehetővé tesz. A Steam Workshop integrációval a közösség által készített térképek és forgatókönyvek is letölthetők.

## Szerkesztők és modding lehetőségek
Az Age of History III-ban különböző szerkesztők és modding lehetőségek is helyet kaptak. A beépített szerkesztőeszközök segítségével új térképek, nemzetek, forgatókönyvek és egyéb elemek hozhatók létre anélkül, hogy a játékosnak mély programozási ismeretekkel kellene rendelkeznie. A térképszerkesztő például lehetőséget ad arra, hogy a játékosok teljesen új világokat tervezzenek, egyedi földrajzi adottságokkal, határokkal és tartományokkal, legyen szó történelmi rekonstrukciókról vagy fantáziavilágokról. A forgatókönyvszerkesztő pedig szabadságot biztosít történelmi események újragondolására vagy kitalált narratívák megalkotására, ahol a kezdeti feltételek – például határok, kormányzatok, gazdasági erőforrások – szabadon konfigurálhatók.
A modding támogatása révén a játékosok által készített bővítmények egyszerűen integrálhatók a játékba, legyen szó új egységekről, grafikákról vagy átalakított mechanikákról. A Steam Workshop integrációval a közösség tagjai megoszthatják és letölthetik egymás alkotásait. A haladóbb felhasználók számára a játék fájljainak és szkriptjeinek közvetlen szerkesztése is elérhető, ami még nagyobb rugalmasságot biztosít a mélyreható átalakításokhoz, például új technológiai fák vagy harci rendszerek bevezetéséhez.

## Korok
Az Age of History III-ban a korok rendszere meghatározza a civilizációk technológiai fejlődését, politikai struktúráit, katonai egységeit és gazdasági lehetőségeit. A játék idővonala lehetővé teszi, hogy a civilizációk fokozatosan haladjanak előre az egyes korszakokon keresztül.
A játék az őskorban indulhat, ahol a törzsi társadalmak és nomádok közösségek uralkodnak, a technológiai fejlődés pedig lassú, alapvetően az egyszerű eszközökre és a kezdetleges gazdálkodásra korlátozódik. Ezt követi a bronzkor és a vaskor, ahol az első államok, királyságok és birodalmak megjelennek, a hadviselés pedig kifinomultabbá válik a fémfegyverek és az alapvető stratégiai formációk bevezetésével. Az ókor a fejlett civilizációk korszaka, ahol olyan hatalmas birodalmak, mint a Római Birodalom vagy a Han-dinasztia, dominálnak, a politikai és gazdasági rendszerek pedig komplexebbé válnak.
A középkor a feudális rendszerek, a vallási intézmények és a lovagi hadviselés időszaka, ahol a városállamok és királyságok versengenek a hatalomért, miközben a kereskedelem és a kulturális cserék is teret nyernek. A reneszánsz és a korai újkor a felfedezések és a gyarmatosítás korszakát hozza el, ahol a tudományos fejlődés, a tengeri expedíciók és a gazdasági átalakulások új lehetőségeket nyitnak. Az ipari forradalom radikális változásokat hoz a technológiai és gazdasági téren, átformálva a hadviselést és a társadalmi struktúrákat az új gépek és a tömegtermelés révén.
A modern kor az 1900-as évektől indul, a világháborúk és a geopolitikai feszültségek időszaka, ahol a diplomáciai egyensúly, az ipari kapacitás és a hadsereg modernizációja döntő fontosságúvá válik. A játék a jövőbe is kitekintést nyújt, lehetőséget adva a játékosoknak, hogy elképzeljék és megformálják a fejlett civilizációk lehetséges útjait, például űrtechnológiák vagy globális szövetségek révén. Minden korszak egyedi épületeket, egységeket, törvényeket és politikai rendszereket kínál.

## Fejlesztés és kiadás
Az Age of History III fejlesztését Łukasz Jakowski, a sorozat alkotója vezette, aki az előző részek sikerére építve egy ambiciózus folytatást hozott létre. A játék az Age of Civilizations és az Age of History II hagyományait követi, de jelentős újításokkal bővíti a sorozatot mind a játékmenet, mind a grafika és a mechanikai részletek terén. Míg az előző epizódok körökre osztott stratégiai játékok voltak, az Age of History III a valós idejű rendszerek bevezetésével dinamikusabb és gördülékenyebb játékélményt kínál, amely közelebb áll a modern grand stratégiai címekhez. Jakowski célja egy olyan testreszabható történelmi szimuláció megalkotása volt, amelyben a hadviselés mellett a diplomáciai manőverek, a gazdasági tervezés és a társadalmi reformok egyaránt hangsúlyos szerepet kapnak.
A játék hivatalos kiadására 2024. október 23-án került sor Windows, macOS és Android platformokra, kizárólag digitális formában, a Steam és a Google Play Áruház felületein keresztül. A megjelenést egy alapos tesztelési időszak előzte meg, amely során a fejlesztő a közösség visszajelzéseire támaszkodva finomhangolta a játékot. Az Age of History III pozitív fogadtatásban részesült, a játékosok különösen a részletes térképeket, a történelmi inspirációkat és a stratégiai mélységet méltatták. Jakowski ígéretet tett arra, hogy a jövőben további frissítésekkel és bővítésekkel támogatja a játékot, miközben a teljes modding támogatás révén a közösség is hozzájárulhat a tartalom bővítéséhez.

## Fejlesztési háttér
Az Age of History III fejlesztését Łukasz Jakowski, a sorozat mögött álló lengyel független játékfejlesztő végezte. Jakowski, aki 1992-ben született Piotrków Trybunalskiban, és ma Krakkóban él, 2010-ben kezdett programozással foglalkozni. Az Age of History II 2018-as megjelenése után a közösség körében egyre nagyobb érdeklődés övezte egy lehetséges folytatást. Jakowski először 2020. szeptember 3-án utalt arra, hogy az Age of History III fejlesztése elkezdődött, bár ekkor még nem osztott meg konkrét részleteket. A projekt előrehaladását 2023. augusztus 15-én erősítette meg újra, majd 2023. november 3-án hivatalosan bejelentette a játékot, kiemelve, hogy a korábbi körökre osztott mechanikát egy modernebb, valós idejű stratégiai rendszer váltja fel.
A játék alapjául Jakowski saját fejlesztésű Java-motorja szolgál, amelyet az előző részekhez is használt, ám jelentősen továbbfejlesztett a valós idejű számítások és a nagyobb térképek kezelésére. A fejlesztési folyamat során több alpha-verziós előzetest tett közzé YouTube-csatornáján, az elsőt 2024. január 6-án, amelyben a játék korai mechanikáit mutatta be. A későbbi videókban olyan újdonságokat ismertetett, mint a technológiai fa részletei, a csatamechanika dinamikája és a diplomáciai rendszer mélységei. Az Age of History III végül 2024. október 23-án jelent meg a Steam platformon, miután Jakowski 2024. október 3-án hivatalosan közzétette a megjelenési dátumot a játék fórumán. A fejlesztés során nagy hangsúlyt fektetett a közösségi visszajelzésekre, amelyeket az Age of History fórumon és más platformokon gyűjtött, így a játék számos elemét a rajongók igényeihez igazította.

## Fogadtatás
Az Age of History III megjelenése óta vegyes, de túlnyomórészt pozitív visszhangot kapott a játékosoktól és a stratégiai játékok kedvelőitől. A Steamen a játék 2025. március 6-ig több mint 12 000 felhasználói értékelést szerzett, amelyek 87%-a pozitív, így a „nagyon pozitív” minősítést érte el. A játékosok különösen a valós idejű stratégiai mechanikát, a részletesen kidolgozott technológiai fát, valamint a civilizációk és forgatókönyvek hatalmas választékát dicsérték. Ugyanakkor néhányan kritikával illették a kezelőfelület kezdeti bonyolultságát és az alacsonyabb teljesítményű gépeken tapasztalt optimalizálási problémákat, amelyek főként a nagyobb térképek betöltésekor jelentkeztek. Az Android-verzió, amely 2024. október 28-án jelent meg, szintén jelentős népszerűségre tett szert, a Google Play Áruházban több ezer letöltést és 4,3 csillagos átlagértékelést ért el.
A szakmai kritikák száma egyelőre korlátozott, mivel a játék független fejlesztésű, és nem kapott kiemelt figyelmet a mainstream médiától. A rajongói közösség azonban lelkesen fogadta, akik a Steam Workshopon azóta már számos modot készítettek. Łukasz Jakowski a közösségi médiafelületein és fórumokon tett nyilatkozatai alapján elkötelezett a játék további fejlesztése mellett, ígérve hibajavításokat, optimalizálási frissítéseket és új tartalmakat a játékosok visszajelzései alapján.

## Részletek a játékmenetről
Az Age of History III egy valós idejű nagystratégiai játék, amelyben a játékos egy választott civilizáció vezetőjeként irányíthatja annak fejlődését és terjeszkedését az emberi történelem különböző korszakain keresztül, az őskori törzsektől a távoli jövő fejlett társadalmaiig. A cél egy erős és fenntartható birodalom felépítése, amely katonai erővel, diplomáciával és gazdasági hatékonysággal dominálja a világot, miközben a technológiai fejlődés és a belső stabilitás egyensúlyát is fenn kell tartani. A sorozat korábbi részeivel ellentétben, amelyek körökre osztott rendszert alkalmaztak, itt a valós idejű mechanika folyamatos figyelmet és gyors stratégiai döntéseket követel.
A játék térképe részletgazdag, az alapváltozat 13 892 tartományt tartalmaz, amelyeken 3665 civilizáció verseng a hatalomért. A játékosok bármelyiket választhatják, legyen szó nagy birodalmakról, mint a Római Birodalom, vagy kisebb, helyi törzsekről. A térképhez 9 előre elkészített forgatókönyv és 13 történelmi kampány tartozik, de a Steam Workshopon keresztül a közösség által készített tartalmak is hozzáférhetők. A játékmenet egyik kulcspontja a technológiai fa, amelyen keresztül a játékosok új épületeket, egységeket és fejlesztéseket oldhatnak fel, fokozatosan emelve civilizációjuk szintjét az egyszerű falvaktól a modern nagyhatalmakig. A hadsereg összeállítása stratégiai mélységet kínál: a több mint 63 egyedi egységtípusból a játékosnak el kell döntenie, hogy az első vonalba robusztus, közelharci egységeket – például kardos gyalogságot vagy lovasságot –, a hátsó vonalba pedig támogató vagy távolsági egységeket – mint íjászokat vagy ostromgépeket – helyez. A valós idejű csatákban a frontvonal közvetlenül harcol, míg a hátsó egységek kulcsfontosságú támogatást nyújtanak; a kimenetelt a veszteségek, a morál és a taktikai visszavonulás lehetőségei határozzák meg.
A gazdasági rendszer nélkülözhetetlen szerepet tölt be: a játékosnak erőforrásokat – például aranyat, élelmet, fát – kell kezelnie, adókat kell kivetnie, és tartományokat kell fejlesztenie, hogy fenntartsa birodalma növekedését. A munkaerő (manpower) különösen fontos, hiszen ez határozza meg a hadsereg toborzásának és fenntartásának kapacitását, így annak átgondolt beosztása elengedhetetlen a győzelemhez. A diplomáciai lehetőségek szintén kibővültek: a játékos szövetségeket köthet, békét köthet, vagy vazallus államokat hozhat létre, amelyek stratégiai előnyöket biztosítanak anélkül, hogy közvetlen irányítást igényelnének.
A játékba épített szerkesztők lehetővé teszik saját forgatókönyvek, térképek és civilizációk megalkotását, a modok pedig a Steam Workshopon keresztül további tartalmakkal bővíthetik a játékot. A mobil verzió (Android) érintőképernyőre optimalizált kezelést kínál, és a kisebb térképet tartalmazó Pocket Edition ingyenes DLC-ként külön is elérhető, megkönnyítve a játékot az alacsonyabb teljesítményű eszközökön.

## Történelmi és kulturális inspiráció
Az Age of History III-ban az idővonal az őskori törzsi közösségektől indul, és a távoli jövőbeli forgatókönyvekig nyúlik, olyan valós alapú civilizációkkal, mint a Római Birodalom, a Mongol Birodalom vagy a középkori európai királyságok, de teret ad kitalált vagy alternatív entitásoknak is.
A forgatókönyvek sokasága konkrét történelmi pillanatokhoz kötődik, mint az ókori hódítások kora, a középkori feudális rendszerek térnyerése vagy a gyarmatosítás időszaka, de olyan kampányokat is kínál, mint a „Róma bukása” vagy a „Világ meghódítása”, ahol a játékosok átformálhatják a történelem menetét. A civilizációk kulturális jegyei – például a hadviselési stílusok, a technológiai vívmányok vagy a diplomáciai szokások – gyakran valós párhuzamokat tükröznek: a nomád népek lovas egységekre támaszkodnak, míg a fejlettebb államok komplex gazdasági hálózatokat és diplomáciai szövetségeket építenek ki.
Az őskori társadalmak kezdetleges eszközökkel és alapvető mezőgazdasággal indulnak, majd fokozatosan áttérnek a fémmegmunkálásra, az városiasodásra és végül a modern ipari technológiákra, mint a gőzgépek vagy a távközlés. A kulturális sokszínűség a civilizációk neveiben, zászlóiban és diplomáciai interakcióiban is megjelenik, a történelmi szövetségek és konfliktusok mintáit idézve, például a középkori vallási háborúk vagy a reneszánsz kereskedelmi versengések formájában.

## Összehasonlítás az előző részekkel
Az Age of History III jelentős előrelépést képvisel a sorozat korábbi részeihez, az Age of History-hoz (2014) és az Age of History II-höz (2018) képest, mind a játékmenet mélységében, mind a technikai kivitelezésben. Az első két rész körökre osztott mechanikája megfontolt, lassabb tempójú stratégiát kínált, míg az Age of History III a valós idejű rendszerrel egy lendületesebb, azonnali döntéseket igénylő játékmenetet hozott, amely közelebb áll a modern grand stratégiai játékok dinamikájához, mint például a Paradox Interactive címei.
Az Age of History egyszerűbb alapokkal indult: körülbelül 3000 tartományt tartalmazó térképe és kevesebb mint 2000 civilizációja a területszerzésre és alapvető diplomáciára fókuszált, technológiai fa vagy komplex gazdasági rendszer nélkül. Az Age of History II ezt továbbfejlesztette egy nagyobb, több mint 4000 tartományt felölelő térképpel, mélyebb diplomáciai lehetőségekkel – például szövetségekkel és béketárgyalásokkal –, valamint egy alapvető technológiai rendszerrel, amely a civilizációk fejlődését támogatta. Az Age of History III ezt a koncepciót folytatta és fejlesztette: 13 892 tartományával és 3665 civilizációjával hatalmas léptéket kínál, amelyet egy átfogó technológiai fa és egy részletes gazdasági mechanika – erőforrás-kezeléssel és tartományfejlesztéssel – egészít ki.
A csaták terén is markáns különbségek figyelhetők meg. Az első két részben a harcok egyszerűbbek voltak, pusztán az egységek száma és ereje határozta meg a kimenetelt, taktikai mélység nélkül. Az Age of History III ezzel szemben egy kifinomult csatarendszert vezetett be, ahol az egységek első és hátsó vonalakba rendezhetők, a támogató egységek – például íjászok vagy tüzérség – kulcsszerepet játszanak, és a valós idejű csatákban a terep, az időjárás és a morál is befolyásolja az eredményt.
Technikai szempontból az Age of History III a Łukasz Jakowski által fejlesztett Java-motorra épül, amelyet optimalizáltak a nagyobb térképek és a valós idejű számítások kezelésére, szemben az előző részek egyszerűbb rendszereivel. Az Age of History II-ben bevezetett szerkesztőeszközök – mint a forgatókönyv- és térképszerkesztő – itt továbbfejlődtek, a Steam Workshop integrációja pedig szélesebb körű közösségi támogatást kapott, ami az első részben még teljesen hiányzott. A vizuális megjelenés továbbra is a sorozatra jellemző minimalista, térképalapú stílust követi, de finomabb animációkkal és részletesebb kezelőfelülettel gazdagodott, különösen a valós idejű események jobb átláthatósága érdekében.
A mobilverzió (Android) az Age of History II-höz hasonlóan érintőképernyőre optimalizált, de a Pocket Edition opcióval még jobban alkalmazkodik az alacsonyabb teljesítményű eszközökhöz, így a hozzáférhetőség is javult.

## Platformok és technikai részletek
Az Age of History III több platformon is elérhető, de a játék elsősorban Microsoft Windows rendszerre készült, és 2024. október 23-án jelent meg a Steam platformon, amely a PC-s játékosok elsődleges hozzáférési pontja. Emellett Android eszközökre is kiadták 2024. október 28-án, a Google Play Áruházban. A fejlesztő, Łukasz Jakowski egy ingyenes DLC-t, a „Pocket Edition”-t is biztosít a Steam-verzióhoz, amely kisebb képernyőkre és egyszerűbb kezelésre optimalizált, így a kevésbé erős hardvereken is élvezhetővé teszi a játékot.
A PC-s verzió minimális rendszerkövetelményekkel rendelkezik: egy 2 GHz-es processzor, 4 GB RAM és 2 GB szabad tárhely elegendő az alapvető működéshez. Az ajánlott konfiguráció azonban egy 3 GHz-es processzor és 8 GB RAM, amely biztosítja a nagyobb térképek és összetett forgatókönyvek zökkenőmentes futtatását, különösen a valós idejű számítások terhelése mellett. A játék egyedi Java-motorra épül, amelyet Jakowski fejlesztett ki, és amely a sorozat minden részét hajtja, ám itt tovább finomították a részletes térképek és a dinamikus események kezelésére. Néhány játékos azonban jelezte, hogy gyengébb gépeken alkalmanként teljesítményproblémák léphetnek fel, különösen a sűrűn lakott térképek betöltésekor.
Az Android-verzió mobileszközökre szabott kezelőfelülettel rendelkezik. A mobilos kiadáshoz legalább Android 5.0 (Lollipop) verzió szükséges, 2 GB RAM-mal, de az ajánlott mennyiség 4 GB RAM, hogy a nagyobb csaták és térképek is akadozás nélkül fussanak. A Pocket Edition mindkét platformon csökkenti a térkép méretét és a grafikai részletességet, így könnyebbé válik a játék olyan eszközökön, amelyek nem bírják a teljes verzió terhelését. A PC-s és mobilos változat között eltérés, hogy az utóbbi kevesebb testreszabási lehetőséget kínál – például a szerkesztők funkcionalitása korlátozottabb –, ám a stratégiai mag mindkét verzión megmarad.
A technikai háttér fontos eleme a Steam Workshop integráció a PC-s verziónál, amely lehetővé teszi modok egyszerű feltöltését és letöltését, míg az Android-verzió esetében a modok telepítése manuális, külső forrásból történik. A platformok közötti különbségek ellenére Jakowski arra törekedett, hogy az alapvető játékélmény egységes maradjon, bár a közösségi visszajelzések alapján a PC-s verzió nyújtja a legteljesebb funkcionalitást és a legjobb teljesítményt, különösen a modding és a nagy léptékű kampányok szempontjából.

### Általános információk
- Age of History III - Fandom Wiki (angol nyelven). Fandom. (Hozzáférés: 2025. március 5.)
- Age of History 3 – Alkalmazások a Google Playen. Google Play. (Hozzáférés: 2025. március 5.)
- Age of History 3 is fun but flawed (angol nyelven). Reddit. (Hozzáférés: 2025. március 5.)
- Age of History 3 - Általános témák. Steam Community. (Hozzáférés: 2025. március 5.)
- Age of History 3 - Age of Civilizations Game Forum (angol nyelven). Age of Civilizations Game Forum. (Hozzáférés: 2025. március 5.)

### Fejlesztés
- Development of Age of History III (angol nyelven). Fandom. (Hozzáférés: 2025. március 5.)
- How to Play Age of History 3 – Full Tutorial (angol nyelven). YouTube. (Hozzáférés: 2025. március 5.)
- Game Settings :: Age of History 3. Steam Community. (Hozzáférés: 2025. március 5.)
- Resources and Production in Age of History 3 (angol nyelven). Age of Civilizations Game Forum. (Hozzáférés: 2025. március 5.)

### Játéktapasztalatok
- Age of History 3 : Before You Buy (angol nyelven). YouTube. (Hozzáférés: 2025. március 5.)
- Age of History 3 is fun but flawed (angol nyelven). Reddit. (Hozzáférés: 2025. március 5.)
- Age of History 3 on Steam (angol nyelven). Steam. (Hozzáférés: 2025. március 5.)
- Age of History 3 :: Manpower and Armies (angol nyelven). Steam Community. (Hozzáférés: 2025. március 5.)
- Age of History III - Fandom Wiki (angol nyelven). Fandom. (Hozzáférés: 2025. március 5.)